# Reni (Ukraina)
Reni (ukr. Рені, rum. Reni) – miasto na Ukrainie w obwodzie odeskim, liczy 21 tys. mieszkańców (2006). Ośrodek przemysłu spożywczego, ważny port nad Dunajem.
Reni jest stolicą rejonu o tej samej nazwie, który liczy ok. 41 tys. mieszkańców. Znaczną część ludności stanowią Mołdawianie – według rumuńskich i ukraińskich źródeł stanowią oni prawie 50% mieszkańców rejonu i miasta.
Przez Reni przechodzi linia kolejowa łącząca rumuńskie miasto Gałacz z Mołdawią (m.in. przez Gagauzję). Z dworca kolejowego w Reni nie można zatem dojechać do żadnej innej miejscowości na Ukrainie, nie przekraczając granicy mołdawskiej. Brak możliwości dogodnego transportu towarów koleją do innych miast na Ukrainie zadecydował o upadku znaczenia portu w Reni na rzecz m.in. Odessy i Izmaiłu.